# Handbook of the Mammals of the World
Handbook of the Mammals of the World (HMW) is een boekenreeks van de uitgeverij Lynx Nature Books. De negen volumes werden gepubliceerd van 2009 tot 2019. Elke zoogdierfamilie wordt behandeld met een volledige tekstintroductie met foto’s, en elke soort heeft een tekstbeschrijving met een verspreidingskaart en illustraties op een plaat. Dit is het tweede grote project van Lynx Nature Books sinds de uitgave van het Handbook of the Birds of the World in 1992–2013. De hoofdredacteuren zijn Russell Mittermeier en Don E. Wilson, in samenwerking met Conservation International, de Texas A&M-universiteit en de IUCN. Don E. Wilson is ook redacteur van het referentiewerk Mammal Species of the World.
Een bijgewerkte tweedelige set met taxonomische herzieningen werd in 2020 uitgebracht als de Illustrated Checklist of the Mammals of the World, en een beknopte versie in één volume van de serie werd in 2023 gepubliceerd als All the Mammals of the World.

## External links
- Handbook of the Mammals of the World meer informatie over de serie (website uitgeverij)
- Information in Spanish
- Illustrated Checklist of the Mammals of the World (website uitgeverij)